# 立花鎮實
立花鎮實（天文22年12月（1554年1月）－慶長5年（1600年）），日本戰國時代、安土桃山時代的武將，原姓戶次，通稱孫太郎、右衛門太夫，入道號「但馬了均」。

## 生平

### 家族背景
立花鎮實是大友家重臣戶次鑑連（立花道雪）的一門親族眾之一。戶次氏是位於九州豐後國大野郡的豪族，支配附近的安東、高野、十時等村町，並依附豐後最大勢力的大友家。鎮實之父立花親繁是戶次鑑連的曾祖父親貞三子（一說為五男）親延之子(此一脈稱藤北戶次氏)，親繁後來又過繼給叔父立花親就為養子；親繁有子鎮時、鎮實和鑑貞。
其一族之血統、名譽、武勇在家中及至後世都受到敬重。立花鎮實的祖父戶次親延於天文20年(1551年)於肥前國小坂戰死，父親親繁及叔父戶次親宗於永禄10年（1567年）9月4日戰死於休松之戰，兄長戶次鎮時及其子戶次統昌、堂兄弟戶次鎮直則戰死於天正14年12月12日（1587年1月20日）的戶次川之戰，堪稱一門忠烈。

### 早期經歷
永祿11年（1568年）1月18日，立花鎮實元服，從大友宗麟處拜領“鎮”字。元龜元年（1570年），大友軍第二次征討龍造寺隆信時，經過今山之戰後大友軍的攻勢頓挫，於9月下旬大友方派出田尻鑑種作為使者與龍造寺隆信談和，經過數日的談判，隆信終於答應大友方的條件和解，傳聞此時鎮實作為鑑連的使者前往龍造寺陣營中致贈和解的祝酒，事後回豐後藤北復命。隔年（1571年），隨著戶次家當主戶次鑑連轉封筑前繼承立花氏，立花鎮實和弟弟鑑貞跟隨前往筑前立花山城，其兄長鎮時則留在豐後繼續侍奉戶次本家。

### 小金原之戰
由於大友宗麟對於反叛自己的立花鑑載之姓氏「立花」感到不悅，不同意重臣戶次鑑連改姓立花（鑑連實際上至死前都自稱戶次道雪），因此在鑑連的養子戶次統虎(立花宗茂)於天正10年（1582年）11月18日正式繼承立花姓氏後，讓鑑連一族家臣之最高位的鎮實以及其弟鑑貞於天正十二年（1584年）率先改稱立花氏。此後，立花鎮實隨道雪征討，天正9年（1581年）11月12日參與對大友家臣毛利鎮實的鷹取城運糧之軍事行動，13日回軍路上遭遇宗像氏貞家臣西鄉黨一眾與秋月種實的聯軍觸發「小金原之戰」（立花家稱此役為「清水原之戰」）。

### 參戰立功
天正11年（1583年）3月1日，筑紫廣門又出兵太宰府，道雪與紹運共同抵禦，立花統春作為先鋒立下一番槍，立花鎮實、安東連忠皆力戰有功，再次擊退筑紫軍勢。隔年（1584年），他跟隨道雪進行筑後遠征，8月18~19日越山進軍黑木實久的貓尾城途中遭遇秋月、星野等聯軍伏擊，28日鎮實率8百兵作為別動隊從坂東寺經西牟田攻擊城島城，自鎮實以下竹迫鑑種、安倍親常奮勇作戰討殺多數敵兵燒毀外城郭。天正13年（1585年），道雪病重之際，也是隨侍在旁的親信之一，道雪病死後隔年，鎮實入道號稱「但馬了均」。
天正14年（1586年），島津氏大舉進攻九州北部，大友宗麟為此向豐臣秀吉請求援軍並讓出立花宗茂以及其實父高橋紹運作為秀吉的家臣。於是讓鎮實的長男立花統實作為立花家向秀吉請求援軍的人質，暫時將其派往從屬秀吉的毛利家領地，之後統實跟隨毛利家的小早川隆景等援助大友家的軍勢與立花宗茂的軍勢合流。8月25日，鎮實參與高鳥居城攻略戰亦立下戰功。

### 征戰受封
天正15年（1587年），豐臣秀吉進行九州征伐之際，由立花鎮實作為人質被派往長門國下關，其主君立花宗茂於征伐結束後獲封筑後柳川成為大名，鎮實和其弟立花鑑貞則各別受封城池：鎮實獲封今古賀城、領有千石，鑑貞則獲封安武城。9月，參加肥後國人一揆討伐。
之後，立花家奉豐臣秀吉之命參加出征朝鮮，鎮實與長子統實、弟弟立花鑑貞一同作為旗本大將參戰，七年間隨立花宗茂征戰，而鑑貞在文祿元年（1592年）7月17日於朝鮮戰死，立花鑑貞一支則由其子嗣立花鎮貞繼承。

### 關原之戰
慶長5年（1600年）的「關原之戰」期間，立花家加入西軍，立花鎮實的長男統實、次男親雄於9月中旬的大津城之戰中立功。由於西軍戰敗，立花家退守領地柳川，而鄰國肥前的鍋島直茂、鍋島勝茂父子則由西軍變節為東軍進犯來襲。同年10月20日，立花家以重臣小野鎮幸為總大將，於國境江上八院一地抵擋鍋島軍，鎮實亦隨之參戰。開戰一段時間後，由於立花家將領立花統次陣亡，立花軍陷入苦戰，鎮實見己方士兵逐漸後撤便說道：「敵前逃亡將會折損立花家的名聲！」並率隊突入敵軍、救援友軍，後續配下約二百人也越過堀溝跟上。立花軍擊退鍋島軍第二陣後，再對鍋島軍第四陣展開進攻；立花鎮實為使友軍撤退，和次男親雄殿後，漸遭敵軍包圍孤立圍攻，父子雙雙陣亡。

## 家族繼承
立花鎮實一脈由長子立花統實繼承，和繼承鑑貞的立花鎮貞在立花家回歸柳川大名時回仕；而鎮實的四子過繼給立花家重臣安東連直，名為安東親清，親清次子為江戶初期有名的柳川藩士出身之儒學者，被讚為「西海之巨儒」的安東省菴。

## 逸聞
- 關原之戰後當鍋島軍來襲的情報傳至柳川城中時，立花宗茂招集股肱之臣商討迎敵之策，此時鎮實憤慨回應說:「僅以一死報國恩」之後鎮實回宅邸備戰，對其部下士卒說:「此戰我當於大道上奮戰至死，因此汝等勿於羊腸小徑尋找我的屍首」言畢進軍至前線，開戰後威風凜凜的於大道路上進擊，中途遭遇鍋島伏兵左右來襲砲火猛烈，立花軍呈現敗勢，此時鎮實勇往直前奮鬪擊斃數騎，遂壯烈戰死於沙場，享年47歲。從卒找尋其屍首，果真如其所言，馬革裹屍於大道路上。
- 鎮實次男善次郎親雄，原本因患瘧疾而臥病在床，但開戰前不顧父母親戚的勸阻逕自乘馬從軍，抱病參戰。戰事不利之際聽聞父親戰死，親雄悲憤切齒遂殺入敵陣，最終亦戰死，年僅17歲。後人言鎮實與親雄的戰死其壯烈不遜於先祖。